# Liste der Mitglieder der Deutschen Akademie der Naturforscher Leopoldina/1764
Die Liste der Mitglieder der Deutschen Akademie der Naturforscher Leopoldina für 1764 enthält alle Personen, die im Jahr 1764 zum Mitglied ernannt wurden. Insgesamt gab es zehn neu gewählte Mitglieder.

## Mitglieder
| Nr. | Name                                 | Beiname                  | Geboren       | Aufnahme | Gestorben     | Bild                          | Datenbank |
| --- | ------------------------------------ | ------------------------ | ------------- | -------- | ------------- | ----------------------------- | --------- |
| 662 | Charles Bonnet                       | Anaxoras III.            | 13. März 1720 | 10. Jan. | 20. Mai 1793  | Charles Bonnet                | 1663      |
| 663 | Torbern Olof Bergman                 | Eratosthenes II.         | 20. März 1735 | 28. Jan. | 8. Juli 1784  | Torbern Olof Bergman          | 1945      |
| 664 | Adam Moltke                          | Iason III.               |               | 31. Jan. |               |                               | 2488      |
| 665 | Georg Moltke                         | Castor III.              |               | 31. Jan. |               |                               | 2489      |
| 666 | Heinrich Christian Hänel             | Arantius II.             |               | 4. Feb.  |               |                               | 3642      |
| 667 | Otto Friedrich Müller                | Vegetius II.             | 11. März 1730 | 10. Feb. | 26. Dez. 1784 | Otto Friedrich Müller         | 5767      |
| 668 | Johann Georg Killmar                 | Chaereas III.            |               | 24. Jul. |               |                               | 4592      |
| 669 | Jacques-Christophe Valmont de Bomare | Archibius III.           | 17. Sep. 1731 | 10. Aug. | 24. Aug. 1807 |                               | 7022      |
| 670 | Peter Simon Pallas                   | Vegetius III.            | 22. Sep. 1741 |          | 8. Sep. 1811  | Peter Simon Pallas            | 5925      |
| 671 | Johann Christian Daniel von Schreber | Theophrastus Eresius IV. | 17. Jan. 1739 | 16. Nov. | 10. Dez. 1810 | Johann Christian von Schreber | 6524      |

## Hinweis zu den Lebensdaten
In der Liste sind zunächst die Lebensdaten gemäß Archiv der Leopoldina aufgenommen. Diese beziehen sich bei noch nicht erstellten Namensartikeln auf die Angaben gem. Neigebaur (1860) und Ule (1889). Die Lebensdaten im später erstellten Namensartikel können daher noch von den Lebensdaten in der Liste abweichen.